# JR貨物UT8G形コンテナ
UT8G形コンテナ（UT8Gがたコンテナ）は、日本貨物鉄道（JR貨物）輸送用として籍を編入している、20 ft形の私有コンテナ（タンクコンテナ）である。

## 概要
本形式の数字部位 「 8 」は、コンテナの容積を元に決定される。このコンテナ容積8 m3の算出は、厳密には端数四捨五入計算の為に、内容積7.5 m3 - 8.4 m3の間に属するコンテナが対象となる。また形式末尾のアルファベット一桁部位 「 G 」は、恒常的に鉄道輸送するISO 668規格の国際海上コンテナを私有化した、非危険品（いわゆる普通品）タンクコンテナに付与されている。

## 特記事項
もともと、国際的なタンクコンテナの内容物は、液体又は気体類である。従って、海上コンテナ由来の本コンテナでは、日本国内仕様の鉄道用私有タンクコンテナにみられるような粉末又は、粒状貨物類は積載できない。

## 番台毎の概要

### 95000番台
95001
不　明
95002
日陸所有、乳酸専用。最大総重量12.9 t。海上コンテナ専用タイプコード (20T6)。
95003
不　明
95004
日陸所有、スノーテックス専用。最大総重量13.35 t。海上コンテナ専用タイプコード (20T6)。

## 外部サイト
- コンテナの絵本
- コンテナ日和